# Garde nationale chypriote
La garde nationale chypriote (grec moderne : Ethnikí Frourá, Εθνική Φρουρά ; turc : Kıbrıs Ulusal Muhafızları), aussi appelée garde nationale chypriote-grecque, est le nom des forces armées de la république de Chypre.

## Description
Cette force de 15 000 soldats en 2021 se compose d'éléments de l'armée de l'air, de terre, de la marine et des forces spéciales lesquels sont fortement intégrés, ainsi que d'agences civiles de soutien et de forces paramilitaires. Elle ne dispose pas d'avions de combat, ni de navires de haute mer. Son rôle principal depuis les années 1970 est de contrer une éventuelle intervention de la garnison des forces armées turques de 50,000 hommes situé en Chypre du Nord depuis l'invasion turque de Chypre en 1974.
La Grèce maintient actuellement une garnison à Chypre sous la désignation « ELDYK » (Ελληνικές Δυνάμεις Κύπρου ou ΕΛΔΥΚ), mais celle-ci ne fait pas partie officiellement des forces armées chypriotes. Elle est, à l'origine, une brigade de l'OTAN visant à l'entrainement et au soutien de la garde nationale.

## Service militaire
Le service militaire dans la république de Chypre est obligatoire pour les hommes. Aujourd'hui, la période de service obligatoire est de 14 mois,. Actuellement, seuls les Chypriotes grecs servent dans l'armée. Légalement, la communauté grecque chypriote comprend la population ethnique grecque ainsi que les Chypriotes appartenant à trois minorités chrétiennes—les Arméniens, et les catholiques des Églises latine et maronite. Depuis 2008, le service est obligatoire pour tous les membres de la communauté grecque chypriote et non seulement pour les Chypriotes grecs ethniques. L'actuel commandant suprême est un commandant militaire grec, comme tous ses prédécesseurs.
Tous les visiteurs masculins, quel que soit leur citoyenneté, en âge militaire (16 ans et plus) qui ont un parent d'origine chypriote sont également éligibles pour le service militaire; pour être exemptés du service militaire, ils doivent obtenir un visa de sortie d'un bureau du ministère de la Défense pour pouvoir quitter légalement l'île.

Chypre participe à la mise en place de la coopération structurée permanente. Introduite par le traité de Lisbonne, la PESCO est l'initiative la plus importante pour promouvoir l'établissement d'une politique de défense européenne.

La Garde nationale chypriote vise depuis 2016 à évoluer vers une semi-professionnalisation. Dans le cadre de ce changement, la durée du service militaire a été réduite de 24 mois à 14 mois, tandis qu'environ 3 000 soldats professionnels ont été recrutés. Bien que longtemps souhaitées par le public, ces modifications sont considérées comme un expédient politique,. La manière dont la semi-professionnalisation a été menée a été décrite comme non professionnelle et compromettant la capacité de la force, par des chercheurs universitaires,.
La défense de l'Europe est présente à Chypre par le biais de la Coopération structurée permanente. Le gouvernement avait plaidé pour renforcer la dissuasion contre toute intervention sur l'île. Chypre a mis à disposition la base militaire de Paphos et la base navale de Zygi, ainsi que d'autres installations. Celles-ci ont été modernisées et équipées de systèmes de surveillance électronique.
La force a connu ces dernières années une évasion de conscription exponentielle (en grec : φυγοστρατία). De nombreuses politiques ont été conçues, mais le problème n'a pas été efficacement géré.

## Défense anti-aérienne
| Système d'armes | Photo | Origine              | Type             | Versions          | En service | Notes |
| --------------- | ----- | -------------------- | ---------------- | ----------------- | ---------- | --- |
| 9M330 Tor       |       | Drapeau de la Russie | missile sol-air  | TOR-M1            | 6          | Premier lot de 6 via la Grèce livré en 2000. Le deuxième lot de Russie était dû en 2011, mais le statut de ce lot n'est actuellement pas connu.                                                                                                |
| 9K37 Bouk       |       | Drapeau de la Russie | missile sol-air  | Inconnu           | 20         | Le gouvernement chypriote a déclaré en avoir acheté vers 2006-2007 via la Grèce dans les variantes BUK-M1 et / ou BUK-M1-2 mais cette information reste à confirmer.                                                                           |
| Aspide-330      |       | Drapeau de l'Italie  | missile sol-air  | Aspide-330        | 24         | Variante "O" ("Othello") de radar semi-actif à haute vélocité avec une portée de 18 km, utilisée avec les TELAR à quatre cellules en conjonction avec le système Skyguard. Premier lot de 12 dans les années 1980, deuxième lot de 12 en 2006. |
| Matra Mistral   |       | Drapeau de la France | missile sol-air  | Mistral Tranche 2 | 30         | Livré en version « Alamo », VSHORADS automoteur sur véhicule tout-terrain avec système radar séparé. |
| Oerlikon 35 mm  |       | Drapeau de la Suisse | canon antiaérien | GDF-005           | 30         | Utilisés conjointement avec le système Skyguard et Aspide. |

## Armée de terre
[Quand ?]
| Char de combat principal         |                    |                      |              |             |
| 125 mm                           | T-80               | Russie               | 82           | Active      |
| 105 mm                           | AMX-30B2           | France               | 52           | Active      |
| Véhicule de combat d'infanterie  |                    |                      |              |             |
| 20 mm                            | VAB-VCI            | France               | 27           | Active      |
| 90 mm                            | EE-9 Cascavel      | Brésil               | 89           | Active      |
| 100 mm                           | BMP-3              | Russie               | 43           | Active      |
| Véhicule de transport de troupes |                    |                      |              |             |
| 12,7 mm                          | BOV M16 Miloš      | Serbie               | 8 + options  | Active      |
| 12,7 mm                          | Léonidas 2         | Grèce / Autriche     | 197          | Active      |
| 12,7 mm                          | VAB-VTT            | France               | 102          | Active      |
| Véhicule antichar                |                    |                      |              |             |
| Équipé de missile MILAN          | EE-3 Jararaca (en) | Brésil               | 15           | Active      |
| Équipé de missile HOT            | VAB-VCAC           | France               | 18           | Active      |
| Canon automoteur                 |                    |                      |              |             |
| Obusier 155 mm                   | Nora B-52          | Serbie               | 24 + options | En commande |
| Obusier 155 mm                   | ZUZANA (en)        | Slovaquie            | 12           | Active      |
| Obusier 155 mm                   | Mk F3              | France               | 12           | Active      |
| Artillerie tractée               |                    |                      |              |             |
| Obusier 100 mm                   | M1944              | URSS                 | 20           | Active      |
| Obusier 105 mm                   | M-56 (en)          | Yougoslavie / Serbie | 72           | Active      |
| Obusier 155 mm                   | TRF1               | France               | 12           | Active      |
| Lance-roquettes multiples        |                    |                      |              |             |
| LRM 122 mm                       | BM-21              | URSS                 | 4            | Active      |
| LRM 128 mm                       | M-63 Plamen (en)   | Yougoslavie          | 18           | Active      |

## Matériel acheté soumis à embargo
| Système d'arme | Photo | Origine              | Type            | Versions   | En service | Notes |
| -------------- | ----- | -------------------- | --------------- | ---------- | ---------- | --- |
| S-300 PMU1     |       | Drapeau de la Russie | missile sol-air | S-300 PMU1 | 2          | Livrés en 1998, puis transférés en Crête (Force aérienne grecque) la même année pour raisons politiques. |

## Galerie d'images

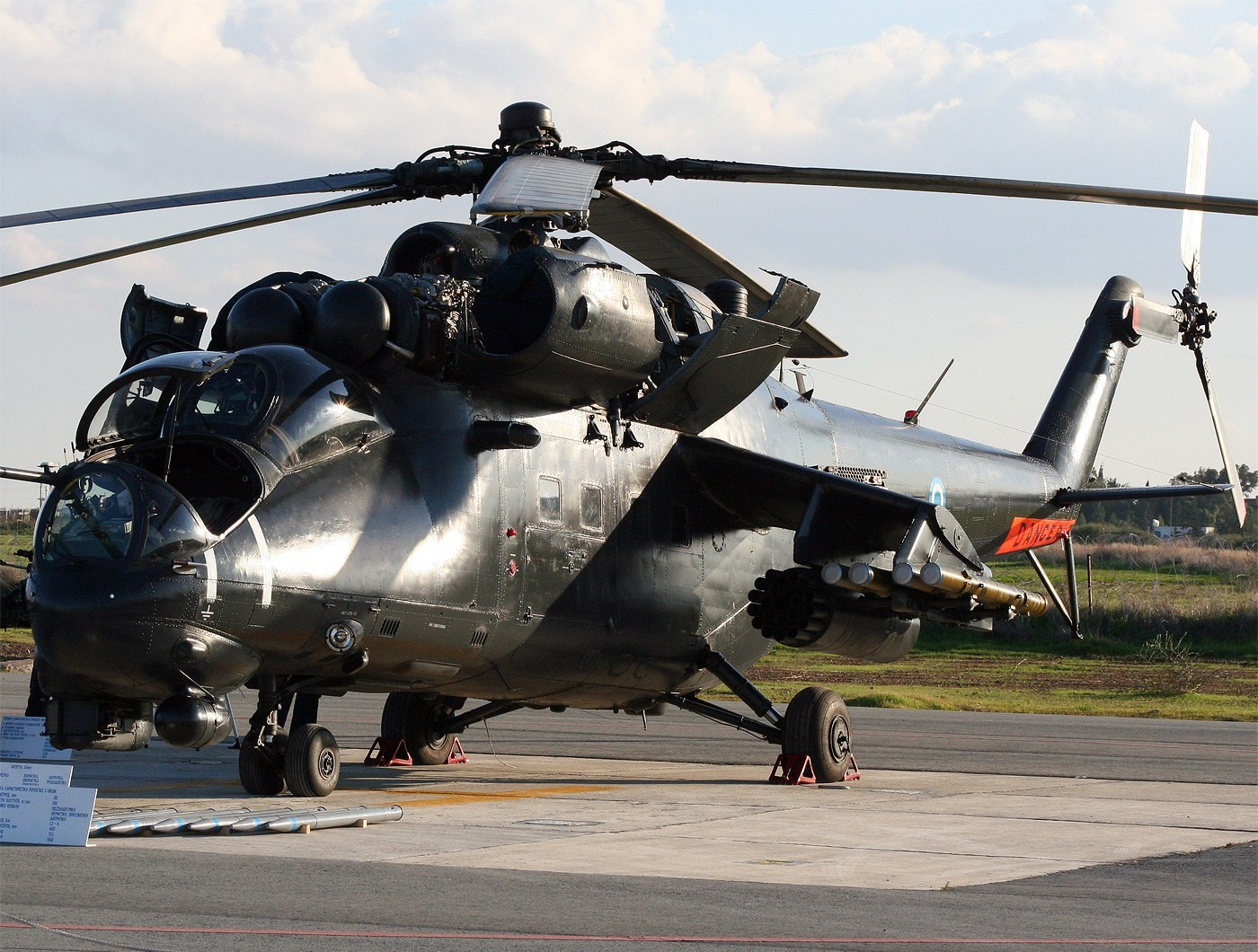
Hélicoptère d'attaque Mil Mi-35 de la force aérienne chypriote. Vendu en 2023 à la Serbie.
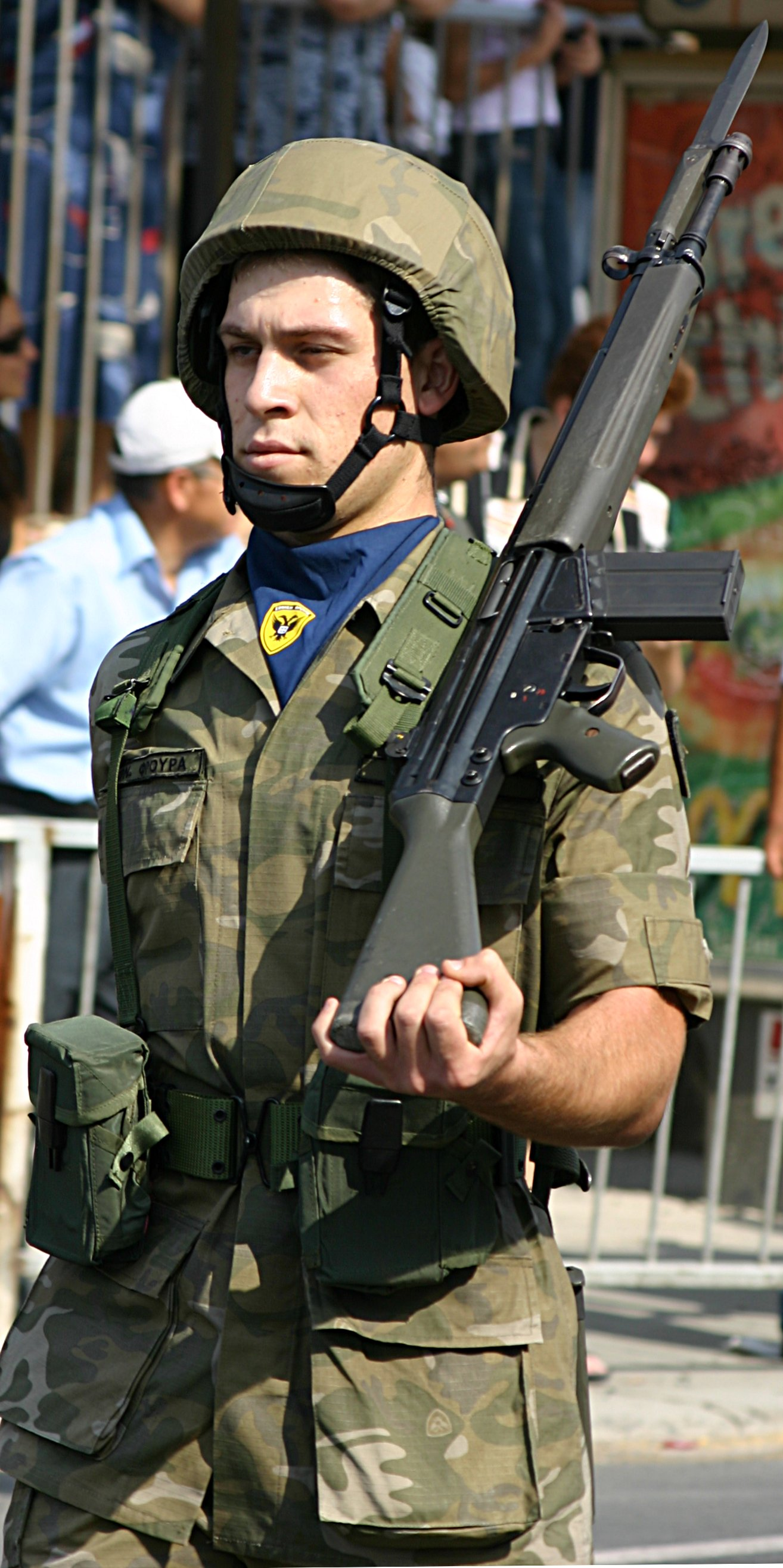
Soldat en tenue camouflage avec un HK G3.
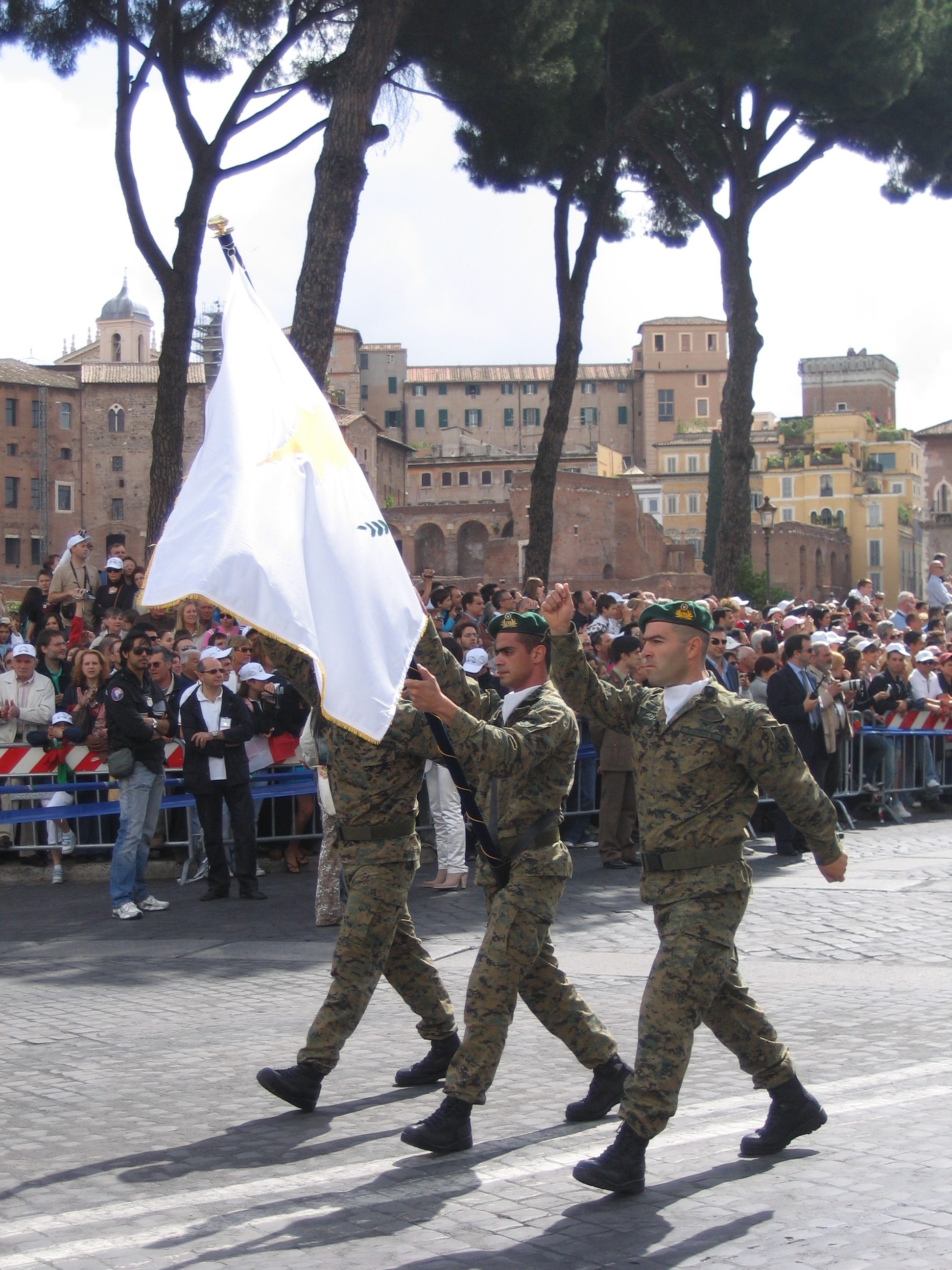
Soldats à Rome lors d'une parade militaire.
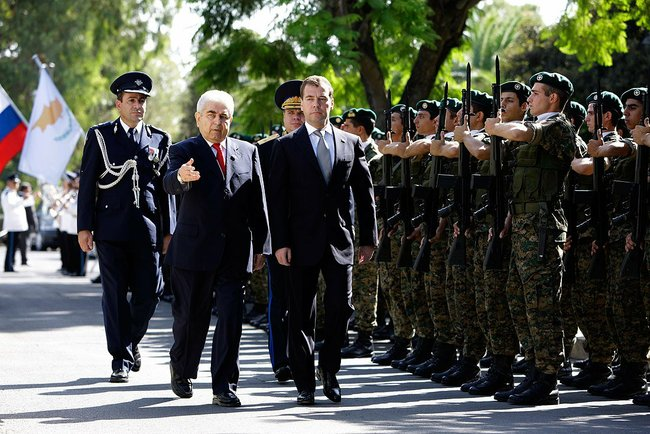
Soldats lors de la revue des troupes de Demetris Christofias, en compagnie de Dmitry Medvedev.

## Compléments